# Edgar Lustgarten
Edgar Lustgarten, nome completo Edgar Marcus Lustgarten (Manchester, 3 maggio 1907 – 15 dicembre 1978), è stato un conduttore televisivo e scrittore inglese di romanzi gialli.

## Biografia
Dopo la laurea a Oxford si dedicò alla professione di avvocato, seguendo le orme del padre. Durante il secondo conflitto mondiale si trasferì a Londra per lavorare alla BBC, che all'epoca si occupava di propaganda bellica. Al termine della guerra continuò e intensificò le collaborazioni editoriali con la radio. Nel 1947 diede alle stampe il suo primo romanzo: A Case to Answer (Signori della corte...). Il romanzo riscosse un enorme successo di pubblico e critica (il New York Times lo definì "un capolavoro"). In seguito pubblicò altri romanzi polizieschi, sia di finzione che basati su veri casi criminali.
Lo stile di scrittura di Lustgarten rispecchia il suo grande interesse per il sistema di giustizia e le procedure di corte. Le descrizioni e le atmosfere dei processi sono descritte in modo talmente accurato che i suoi lavori sono ancora utilizzati con lettura introduttive in diverse scuole di legge in molti paesi del mondo. Lustgarten scrisse anche numerosi articoli per giornali e presentò la serie radio Advocate Extraordinary. Lustgarten era noto per la sua attività di scrittura in qualsiasi momento della giornata: nei bar, in macchina, camminando per strada, ecc. Morì nel 1978 colto da infarto.

## Opere
- A Case to Answer (1947), edito in Italia con il titolo Signori della corte...[1]
- Blondie Iscariot (1948)
- The Long Dark Hall (1951)
- Game for Three Losers (1952)
- I'll Never Leave You (1971)